# Xã Alaska, Quận Beltrami, Minnesota
Xã Alaska (tiếng Anh: Alaska Township) là một xã thuộc quận Beltrami, tiểu bang Minnesota, Hoa Kỳ. Năm 2010, dân số của xã này là 217 người.